# Malcom
Malcom, właśc. Malcom Filipe Silva de Oliveira (ur. 26 lutego 1997 w São Paulo) – brazylijski piłkarz, występujący na pozycji napastnika w saudyjskim klubie Al-Hilal oraz reprezentacji Brazylii. Złoty medalista Igrzysk Olimpijskich 2020. Posiada również rosyjskie obywatelstwo.  

## Kariera klubowa
Malcom jest wychowankiem klubu Corinthians Paulista. W 2014 roku zadebiutował w pierwszej drużynie z tego klubu. Już po dwóch latach gry w tym zespole zwrócił na siebie uwagę europejskich klubów. Ostatecznie w 2016 roku trafił do francuskiego Girondins Bordeaux. Po dwóch latach gry w Bordeaux, ponownie zainteresowało się nim kilka klubów. Ostatecznie został piłkarzem FC Barcelony.

## Statystyki kariery
Stan na 6 września 2023
| Klub                 | Sezon              | Liga               | Liga  | Liga   | Puchar kraju | Puchar kraju | Puchar ligi | Puchar ligi | Puchar Kontynentalny | Puchar Kontynentalny | Inne  | Inne   | Suma  | Suma   |
| Klub                 | Sezon              | Liga               | Mecze | Bramki | Mecze        | Bramki       | Mecze       | Bramki      | Mecze                | Bramki               | Mecze | Bramki | Mecze | Bramki |
| -------------------- | ------------------ | ------------------ | ----- | ------ | ------------ | ------------ | ----------- | ----------- | -------------------- | -------------------- | ----- | ------ | ----- | ------ |
| Corinthians Paulista | 2014               | Série A            | 20    | 2      | 3            | 0            | –           | –           | 0                    | 0                    | 1     | 0      | 24    | 2      |
| Corinthians Paulista | 2015               | Série A            | 31    | 5      | 2            | 0            | –           | –           | 3                    | 0                    | 10    | 3      | 46    | 8      |
| Corinthians Paulista | Razem              | Razem              | 51    | 7      | 5            | 0            | –           | –           | 3                    | 0                    | 11    | 3      | 70    | 10     |
| Girondins Bordeaux   | 2015/16            | Ligue 1            | 12    | 1      | 1            | 1            | 0           | 0           | 0                    | 0                    | –     | –      | 13    | 2      |
| Girondins Bordeaux   | 2016/17            | Ligue 1            | 37    | 7      | 4            | 2            | 4           | 0           | –                    | –                    | –     | –      | 45    | 9      |
| Girondins Bordeaux   | 2017/18            | Ligue 1            | 35    | 12     | 1            | 0            | 0           | 0           | 2                    | 0                    | –     | –      | 38    | 12     |
| Girondins Bordeaux   | Razem              | Razem              | 84    | 20     | 6            | 3            | 4           | 0           | 2                    | 0                    | –     | –      | 96    | 23     |
| FC Barcelona         | 2018/19            | Primera División   | 15    | 1      | 6            | 2            | –           | –           | 3                    | 1                    | 0     | 0      | 24    | 4      |
| Zenit St. Petersburg | 2019/20            | Priemjer-Liga      | 12    | 4      | 3            | 0            | –           | –           | 0                    | 0                    | 0     | 0      | 15    | 4      |
| Zenit St. Petersburg | 2020/21            | Priemjer-Liga      | 21    | 3      | 0            | 0            | –           | –           | 3                    | 0                    | 1     | 0      | 25    | 3      |
| Zenit St. Petersburg | 2021/22            | Priemjer-Liga      | 24    | 8      | 2            | 0            | –           | –           | 8                    | 1                    | 1     | 0      | 35    | 9      |
| Zenit St. Petersburg | 2022/23            | Priemjer-Liga      | 27    | 23     | 5            | 2            | –           | –           | –                    | –                    | 1     | 1      | 33    | 26     |
| Zenit St. Petersburg | 2023/24            | Priemjer-Liga      | –     | –      | –            | –            | –           | –           | –                    | –                    | 1     | 0      | 1     | 0      |
| Zenit St. Petersburg | Razem              | Razem              | 84    | 38     | 10           | 2            | 0           | 0           | 11                   | 1                    | 4     | 1      | 109   | 42     |
| Al-Hilal             | 2023/24            | Saudi Pro League   | 2     | 3      | –            | –            | –           | –           | –                    | –                    | 3     | 2      | 5     | 5      |
| Ogólnie w karierze   | Ogólnie w karierze | Ogólnie w karierze | 236   | 69     | 27           | 7            | 4           | 0           | 19                   | 2                    | 18    | 6      | 304   | 84     |

## Sukcesy

### Corinthians Paulista
- Mistrzostwo Brazylii: 2015

### FC Barcelona
- Mistrzostwo Hiszpanii: 2018/2019
- Superpuchar Hiszpanii: 2018

## Kariera reprezentacyjna
Malcom był młodzieżowym reprezentantem Brazylii. Reprezentował drużynę U-20 oraz U-23.